# Team Fouad Ahidar
Das Team Fouad Ahidar (TFA) ist eine Politische Partei in Belgien, die nach ihrem Gründer Fouad Ahidar benannt ist.
Fouad Ahidar wurde 2004 für die sp.a, später Vooruit, ins Brüsseler Parlament gewählt. Er war ein prominentes Mitglied von Vooruit Brüssel und fungierte als deren Fraktionsvorsitzender.

## Geschichte
Das Team Fouad Ahidar wurde 2024 gegründet und ist im selben Jahr unter anderem bei den Wahlen zum Stadtrat in Brüssel und zum Parlament der Region Brüssel-Hauptstadt angetreten. Außerdem ist sie in einigen Brüsseler und flämischen Gemeinden angetreten.
Bei den Brüsseler Parlamentswahlen vom 9. Juni 2024 erhielt die Partei 16,47 % der Stimmen der Niederländischsprachigen Listen und drei Sitze.

## Wahlergebnisse
| Jahr | Stimmen | Anteil | Mandate | Platz |
| ---- | ------- | ------ | ------- | ----- |
| 2024 | 14.187  | 0,32 % | 1/124   | 10.   |

| Jahr | Stimmen | Anteil | Mandate | Platz |
| ---- | ------- | ------ | ------- | ----- |
| 2024 | 13.242  | 2,82 % | 3/89    | 8.    |

| Jahr | Stimmen | Anteil | Mandate | Platz |
| ---- | ------- | ------ | ------- | ----- |
| 2024 | 24.826  | 0,36 % | 0/150   | 17.   |